# Ibéroes
Ibéroes es una serie de cómic creada por Iñigo Aguirre (guion y dibujo) que presenta las aventuras de un grupo de superhéroes ibéricos. Mantiene un tono humorístico que la acerca al Supergrupo de Superlópez, mientras su autor reconoce la influencia de la Liga de la Justicia de J.M. DeMatteis y Keith Giffen y la Netxtwave de Warren Ellis.

## Trayectoria editorial y premios
Ibéroes fue el primer cómic sobre un grupo de superhéroes que se realizaba en España después de 10 años, aunque su tono lo aleja de los cómics de entonces, como Iberia Inc. y Triada Vértice (Planeta DeAgostini, 1998). Sí que ha habido superhéroes más solitarios, como el protagonista de la serie El Vecino de Santiago García y Pepo Pérez.
Iñigo Aguirre lanzó con sus propios medios el primer número, titulado La guerra de las rosas, en diciembre de 2009, ante la imposibilidad de encontrar editor. Esta primera edición, compuesta por 1500 ejemplares, se vendió a los pocos días. Supuso para Aguirre una nominación al Premio Josep Toutain al autor revelación del 2009 en el Salón del Cómic de Barcelona y el Premio a Mejor Autor Revelación en Expocómic. Otra tirada de 1200 ejemplares, así como una versión electrónica para iPad, actualmente en desuso, siguió a la anterior.
La segunda entrega, titulada Ibéroes. Día libre, se publicó en abril de 2012.
En abril de 2015 vio la luz la tercera aventura del grupo, titulada Ibéroes. Algo nuevo, algo viejo, algo prestado…, número especial compuesto de una historia principal a cargo de Iñigo Aguirre (guion y dibujo) y dos de complemento con guion de Aguirre y dibujos de Pow Rodrix y Vik Bogdanovik.

## Argumento y personajes

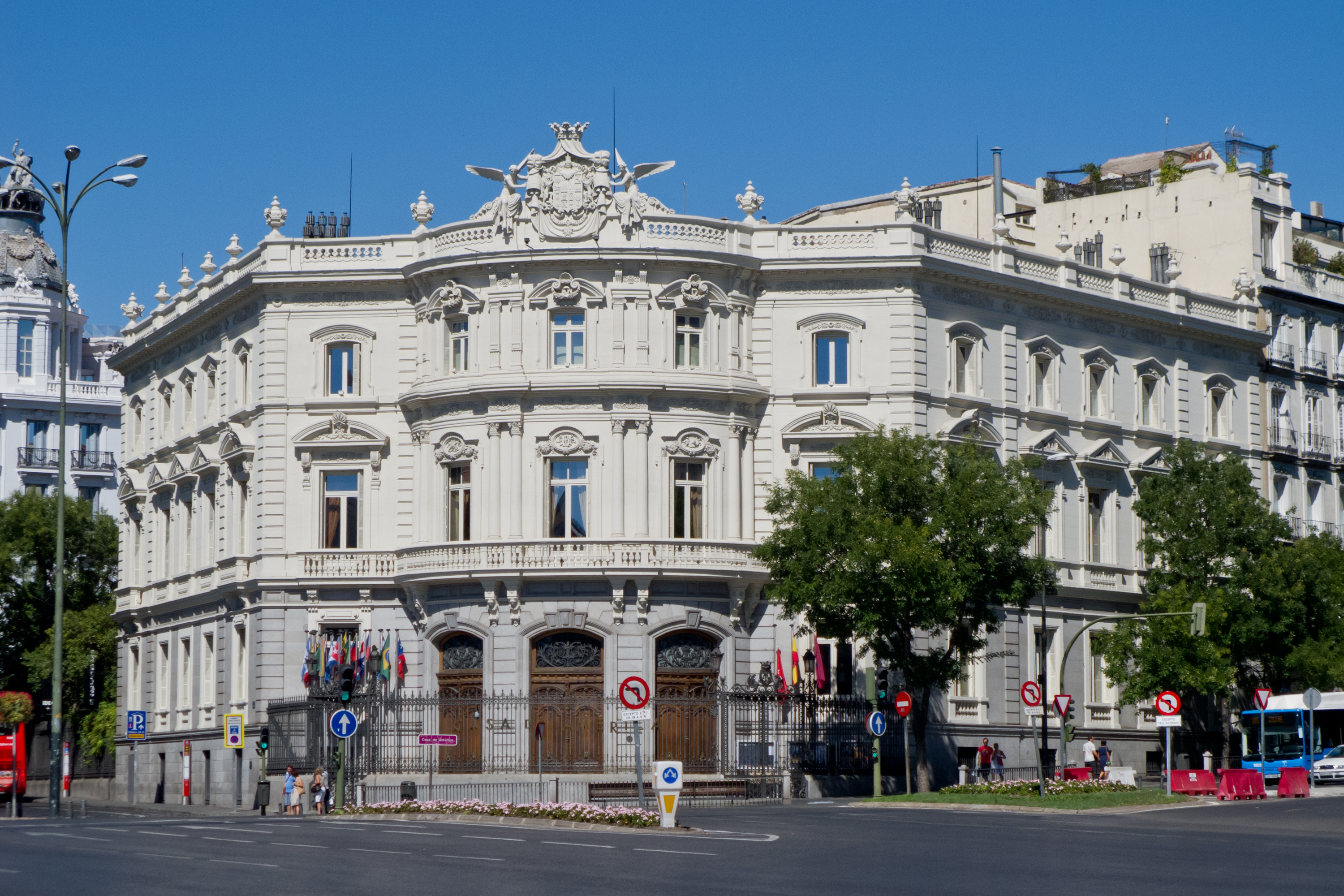
El grupo se aloja en el Palacio de Linares.

En el primer número, dividido en cuatro partes (Una rosa es una rosa, Golpes en la Pequeña China, ¡Ciudad feliz! y Epílogo: Una semana después), el grupo se enfrenta a Flor de Loto, un oriental que desde el Barrio Chino de Barcelona aspira a hacerse con el dominio del mundo mediante el reparto ambulante de rosas. Son sus componentes:
| Nombre ficticio  | Nombre real       | Apodo                     | Tipo                | Poderes     | Origen                       |
| ---------------- | ----------------- | ------------------------- | ------------------- | ----------- | ---------------------------- |
| Viriato          | Olegario Oliveira | El superhombre codificado | Jefe de operaciones | Múltiples   | Lisboa                       |
| Abad Abraham     |                   | Guardián de la presencia  | Mago                | Magia       | Aragón                       |
| Tina Gelatina    | Tina Valls        | La golosina golpeadora    | Chica               | Multiforme  | Alicante                     |
| Andy Androide    |                   | El mecanoide del mañana   | Robot               |             | Jerez                        |
|                  | Ramón del Valle   | Maestro del relámpago     |                     | Eléctricos  | Pontevedra, Cáceres o Madrid |
| Birli & Birloque | Marc Martínez     | Terrores gemelos          |                     | Duplicación | Salou                        |
| El representante | Pancho Sánchez    | Líder y amo del papeleo   |                     |             | La Mancha                    |